# قبچاق (قاخ)
قبچاق (به لاتین: Qıpçaq) یک منطقه مسکونی در جمهوری آذربایجان است که در شهرستان قاخ واقع شده است. قبچاق ۶۱۶ نفر جمعیت دارد.